# (733) Mocia
Pour les articles homonymes, voir Mocia.
(733) Mocia est un astéroïde de la ceinture principale découvert le 16 septembre 1912 par l'astronome allemand Max Wolf.
Sa désignation provisoire était 1912 PF.